# سعيد أباد (ساوجبلاغ)
سعيد أباد هي قرية في مقاطعة ساوجبلاغ، إيران. عدد سكان هذه القرية هو 2,175 في سنة 2006.